# C7orf31
C7orf31‏ (Chromosome 7 open reading frame 31) هوَ بروتين يُشَفر بواسطة جين C7orf31 في الإنسان.